# Arapoema
Arapoema este un oraș în Tocantins (TO), Brazilia. 